# Karl Dillinger

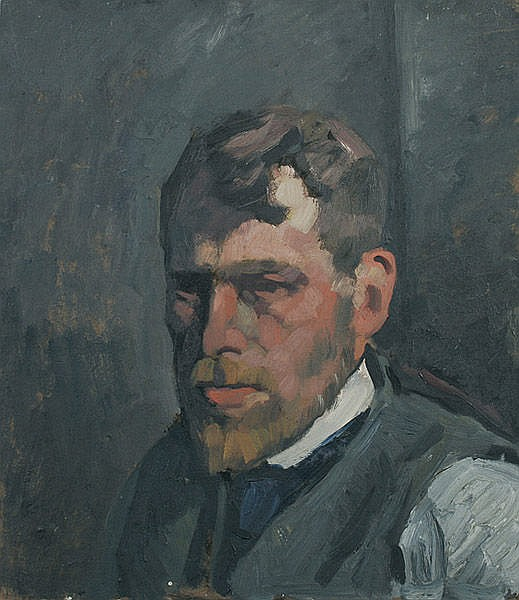
Karl Dillinger, Selbstbildnis

Karl Dillinger (* 14. Oktober 1882 in Karwin, Österreichisch-Schlesien; † 22. Januar 1941 in Dirmstein) war ein deutscher Maler und Kunstlehrer. Seine Werke wurden in der Zeit des Nationalsozialismus als „entartet“ eingestuft und teilweise vernichtet.

## Leben
Dillinger war der Sohn des Braumeisters Carl Dillinger. Er studierte von 1899 bis 1902 an der Kunstgewerbeschule in Karlsruhe und von 1902 bis 1906 an der Kunstakademie Stuttgart. Anschließend nahm er an Kursen der Académie Julian teil und war Schüler von Adolf Hölzel sowie Robert von Haug. Bevor er 1924 als Lehrer an die Badische Landeskunstschule Karlsruhe wechselte, arbeitete er als freischaffender Maler in Mannheim. 1926 erhielt er eine Professur, die ihm 1933 aus politischen Gründen durch die nationalsozialistischen Machthaber aberkannt wurde. In der Folgezeit lebte er als freischaffender Künstler in der Pfalz; er arbeitete in Grethen und starb 1941 in Dirmstein.

## „Entartete Kunst“
1937 wurden in der Nazi-Aktion „Entartete Kunst“ aus der Staatlichen Kunsthalle Karlsruhe sein Tafelbild Landschaft mit Bäumen und aus der Städtischen Kunsthalle Mannheim das Tafelbild Mädchen mit roten Haaren (Öl, 50 × 63,5 cm, 1925) sowie das Aquarell Obstgarten beschlagnahmt und vernichtet.